# هيئة التصنيع الحربي (السودان)
هيئة التصنيع الحربي (بالإنجليزية: Military Industry Corporation)‏ هي مؤسسة تديرها الدولة في السودان مسؤولة عن إنتاج مجموعة واسعة من المعدات الدفاعية، مثل الذخائر والأسلحة النارية والمدفعية وغيرها.

## التاريخ
تم إنشاء هيئة التصنيع الحربي السودانية بموجب مرسوم وطني في عام 1993م تحت إشراف وزارة الدفاع بغرض تعزيز المؤسسة الدفاعية القائمة والتصنيع الحربي.

## المجمعات الصناعية
هيئة التصنيع الحربي تنقسم إلى مجمعات رئيسية تغطي مناطق مختلفة على النحو التالي :
- مجمع الشجرة الصناعي (AIC)

تأسس في عام 1959م باسم مصنع ذخيرة الشارقة، تم اتباعه لهيئة التصنيع الحربي وهو مسئول عن تصنيع مجموعة واسعة من ذخائر الأسلحة الصغيرة.
- مجمع اليرموك الصناعي

تأسس في عام 1994م وتم افتتاحه في عام 1996م وهو مسؤول عن معالجة وتصنيع المنتجات ذات الاستخدام المزدوج التي تغطي البناء والنقل والصناعات التحويلية في قسم سوبا بالخرطوم، ويتم ادارته من قبل جهاز الأمن والمخابرات الوطني.
- مجمع الشهيد إبراهيم شمس الدين للصناعات الثقيلة

أنشئ في عام 2002م في مدينة جياد الصناعية والمجمع مسؤول عن تصنيع وصيانة المركبات المدرعة وكذلك المركبات الثقيلة الصناعية.
- مجمع الزرقاء الهندسى

تأسس في 1999م وافتتح في 2004م في منطقة الحلفايا بالخرطوم بحري  وهو مسؤول عن مختلف الأجهزة الإلكترونية والكهربائية البصرية للجيش السوداني، كما أنها تشارك في سوق الاتصالات السودانية من خلال سوداتل .
- مجمع الصافات للطيران (ساك)

تأسس مجمع الصافات في عام 2005م، وهو المسؤول عن دعم القوات الجوية السودانية و الحفاظ على قدرات الطيران العسكري السوداني.

## الإنتاج
أعلنت هيئة التصنيع الحربي عن مجموعة واسعة من المنتجات التي يبدو أنها إصدارات من المعدات التي تم توريدها في الأصل إلى السودان أو المرخصة من قبل الصين وروسيا ودول أخرى ، ويتم تجميع وانتاج عربات مصفحة بمجمع الشهيد إبراهيم شمس الدين بالخرطوم.